# Bart Burns
Bart Burns (* 13. März 1918 in New York City, New York, Vereinigte Staaten als George Joseph Burns; † 17. Juli 2007 in West Hills, Kalifornien, Vereinigte Staaten) war ein US-amerikanischer Offizier, Schauspieler und Drehbuchautor.

## Leben
Bart Burns wurde 1918 in New York City, im US-Bundesstaat New York geboren. Er besuchte die Cornell University und die Columbia University. 
Als Sohn eines Inspektors der New York City Police Department besuchte Burns die Cornell University und die Columbia University. Nach dem Angriff auf Pearl Harbor meldete sich Burns zum United States Marine Corps. Er war Captain und Company Commander der „A“ Company First Battalion 25th Marines und wurde mit der Silver Star Medal ausgezeichnet. Capitain Burns lokalisierte einen feindlichen Stützpunkt und steuerte persönlich einen Panzer hinein, um die Stellung zu zerstören. Burns‘ zwei Brüder waren ebenfalls Kapitäne, einer in der Armee und einer im Marine Corps.
1947 änderte Burns sein Vornamen um Verwechslungen mit dem Komiker George Burns zu vermeiden. Sein Broadway-Debüt gab er in der Originalproduktion von Mister Roberts an der Seite von Henry Fonda.
Sein Debüt als Schauspieler hatte Burns 1953 in der Fernsehserie Lux Video Theatre. 1953 erhielt er seine erste wiederkehrende Rolle in der Fernsehserie Man Against Crime. 1956 folgte sein Spielfilmdebüt in dem Film Feuertaufe. 1958 bis 1959 spielte Burns in der Fernsehserie Mickey Spillane’s Mike Hammer mit.
1957 schrieb er das Drehbuch für eine Folge der Jane Wyman Show und 1965 von 4 Folgen von Disney-Land.

## Filmografie
- 1953: Lux Video Theatre (Fernsehserie, eine Folge)
- 1953: Man Against Crime (Fernsehserie, 2 Folgen)
- 1953: The Big Story (Fernsehserie, eine Folge)
- 1953: Goodyear Television Playhouse (Fernsehserie, eine Folge)
- 1953–1954: The Web (Fernsehserie, 2 Folgen)
- 1953–1955: You Are There (Fernsehserie, 3 Folgen)
- 1954: Kraft Television Theatre (Fernsehserie, eine Folge)
- 1954: Suspense (Fernsehserie, 2 Folgen)
- 1954: Westinghouse Studio One (Fernsehserie, eine Folge)
- 1954: The Philco Television Playhouse (Fernsehserie, eine Folge)
- 1954: Die zwölf Geschworenen (Live-Fernsehspiel)
- 1955: The Way of the World (Fernsehserie, 10 Folgen)
- 1955: Ihr Star: Loretta Young (Letter to Loretta, Fernsehserie, eine Folge)
- 1955: Medic (Fernsehserie, eine Folge)
- 1955: Climax! (Fernsehserie, 2 Folgen)
- 1955–1956: Matinee Theater (Fernsehserie, 2 Folgen)
- 1955, 1958: Wenn man Millionär wär’ (The Millionaire, Fernsehserie, 2 Folgen)
- 1956: Telephone Time (Fernsehserie, eine Folge)
- 1956: Dragnet (Fernsehserie, eine Folge)
- 1956: Four Star Playhouse (Fernsehserie, eine Folge)
- 1956: Feuertaufe (Between Heaven and Hell)
- 1956: General Electric Theater (Fernsehserie, eine Folge)
- 1956, 1958: Studio 57 (Fernsehserie, 2 Folgen)
- 1957: Wire Service (Fernsehserie, eine Folge)
- 1957: Die Nacht kennt keine Schatten (Fear Strikes Out)
- 1957: Navy Log (Fernsehserie, eine Folge)
- 1957: Jane Wyman Show (Jane Wyman Presents The Fireside Theatre, Fernsehserie, 2 Folgen)
- 1957: Alfred Hitchcock präsentiert (Alfred Hitchcock Presents, Fernsehserie, eine Folge)
- 1957: Abenteuer im wilden Westen (Dick Powell’s Zane Grey Theater, Fernsehserie, eine Folge)
- 1957: The Walter Winchell File (Fernsehserie, eine Folge)
- 1957: Täter unbekannt (The Lineup, Fernsehserie, eine Folge)
- 1957–1958: Official Detective (Fernsehserie, 2 Folgen)
- 1957–1959: State Trooper (Fernsehserie, 5 Folgen)
- 1958: Dezernat M (M Squad, Fernsehserie, eine Folge)
- 1958–1959: Mickey Spillane’s Mike Hammer (Fernsehserie, 22 Folgen)
- 1959: 77 Sunset Strip (Fernsehserie, eine Folge)
- 1959: Alcoa Presents: One Step Beyond (One Step Beyond, Fernsehserie, eine Folge)
- 1960: Perry Mason (Fernsehserie, eine Folge)
- 1960: Die Unbestechlichen (The Untouchables, Fernsehserie, eine Folge)
- 1960: The Man From Blackhawk (Man From Blackhawk, Fernsehserie, eine Folge)
- 1960: Desilu Playhouse (Westinghouse Desilu Playhouse, Fernsehserie, eine Folge)
- 1960: Je länger, je lieber (Tall Story)
- 1960: The Rebel (Fernsehserie, eine Folge)
- 1960: Grand Jury (Fernsehserie, eine Folge)
- 1961: Josh (Wanted: Dead or Alive, Fernsehserie, eine Folge)
- 1961: Coronado 9 (Fernsehserie, eine Folge)
- 1961: Cain’s Hundred (Fernsehserie, eine Folge)
- 1962: Surfside 6 (Fernsehserie, eine Folge)
- 1962: Bachelor Father (Fernsehserie, eine Folge)
- 1962: Alfred Hitchcock zeigt (The Alfred Hitchcock Hour, Fernsehserie, eine Folge)
- 1962: St. Dominic und seine Schäfchen (Going My Way, Fernsehserie, eine Folge)
- 1963: Twilight Zone (The Twilight Zone, Fernsehserie, eine Folge)
- 1963: Rauchende Colts (Gunsmoke, Fernsehserie, eine Folge)
- 1963–1965: McHale’s Navy (Fernsehserie, 4 Folgen)
- 1964: Sieben Tage im Mai (Seven Days in May)
- 1964: Das große Abenteuer (The Great Adventure, Fernsehserie, eine Folge)
- 1965: Convoy (Fernsehserie, eine Folge)
- 1965–1966: Laredo (Fernsehserie, 2 Folgen)
- 1966: Der Mann ohne Namen (A Man Called Shenandoah, Fernsehserie, eine Folge)
- 1966: The Loner (Fernsehserie, eine Folge)
- 1966: Lassie (Fernsehserie, eine Folge)
- 1966: FBI (The F.B.I., Fernsehserie, eine Folge)
- 1967: Iron Horse (The Iron Horse, Fernsehserie, eine Folge)
- 1967: Colonel Custer (Custer, Fernsehserie, eine Folge)
- 1967: Solo für O.N.C.E.L. (The Man from U.N.C.L.E., Fernsehserie, eine Folge)
- 1967: Polizeibericht (Dragnet 1967, Fernsehserie, eine Folge)
- 1967–1968: Wettlauf mit dem Tod (Run for Your Life, Fernsehserie, 3 Folgen)
- 1969: Ihr Auftritt, Al Mundy (It Takes a Thief, Fernsehserie, eine Folge)
- 1969: Number One
- 1969: The Bold Ones: The Lawyers (Fernsehserie, eine Folge)
- 1970: Sole Survivor (Fernsehfilm)
- 1970: Daniel Boone (Fernsehserie, eine Folge)
- 1970: Zwei dreckige Halunken (There Was a Crooked Man...)
- 1970: Ein Sheriff in New York (McCloud, Fernsehserie, eine Folge)
- 1971: Do You Take This Stranger? (Fernsehfilm)
- 1971: The Smith Family (Fernsehserie, eine Folge)
- 1971: Sarge (Fernsehserie, eine Folge)
- 1971: Killersatelliten (Earth II, Fernsehfilm)
- 1971: Room 222 (Fernsehserie, eine Folge)
- 1971–1975: Columbo
  - 1971: Mord in Pastell
  - 1973: Klatsch kann tödlich sein
  - 1975: Playback
- 1972: Twen-Police (The Mod Squad, Fernsehserie, eine Folge)
- 1972: Banacek (Fernsehserie, eine Folge)
- 1972: The Snoop Sisters (Fernsehserie, eine Folge)
- 1973: The Iceman Cometh
- 1973: Kojak – Einsatz in Manhattan (Kojak, Fernsehserie, 2 Folgen)
- 1974: Kung Fu (Fernsehserie, eine Folge)
- 1974: Abenteuer der Landstraße (Movin' On, Fernsehserie, eine Folge)
- 1974: The Nickel Ride
- 1974–1975: Police Story (Fernsehserie, 2 Folgen)
- 1975: Bronk (Fernsehserie, eine Folge)
- 1975: Bumpers Revier (The Blue Knight, Fernsehserie, eine Folge)
- 1975: Baretta (Fernsehserie, eine Folge)
- 1976: Collision Course (Fernsehfilm)
- 1976: Helter Skelter – Die Nacht der langen Messer (Helter Skelter, Miniserie, eine Folge)
- 1976: Delvecchio (Fernsehserie, eine Folge)
- 1976: Scott Free (Fernsehfilm)
- 1976: Detektiv Rockford – Anruf genügt (The Rockford Files, Fernsehserie, eine Folge)
- 1977: Der Legendäre Howard Hughes (The Amazing Howard Hughes, Fernsehfilm)
- 1979: Feuerfalle (The Triangle Factory Fire Scandal, Fernsehfilm)
- 1979, 1981: Lou Grant (Fernsehserie, 2 Folgen)
- 1980: City in Fear (Fernsehfilm)
- 1980: Die Schnüffler (Tenspeed and Brown Shoe, Fernsehserie, eine Folge)
- 1980: Saat der Unschuld (Seed of Innocence)
- 1982: Frances
- 1983: Money to Burn
- 1985: Shadow Chasers (Fernsehserie, eine Folge)
- 1986: Staatsanwälte küßt man nicht (Legal Eagles)
- 1988: Black Scorpion (Fear)